# Стадіо Фріулі
«Стадіо Фріулі» (італ. Stadio Friuli) — футбольний стадіон в Удіне, Італія, домашня арена ФК «Удінезе».
Стадіон відкритий у 1976 році. У 1990 та 2012–2015 роках був реконструйований, в результаті чого місткість стадіону була зменшена з 41 652 до 25 144 глядачів. У 2012 році футбольний клуб «Удінезе» орендував стадіон в муніципалітету Удіне до 2112 року.
Комерційна назва стадіону «Дачія Арена» пов'язана зі спонсорською угодою з румунським автовиробником «Dacia» французького  автоконцерну «Renault».
Окрім футбольних матчів на стадіоні проводяться інші спортивні змагання та культурні заходи.